# Індастрі (Техас)
Індастрі (англ. Industry) — місто (англ. city) в США, в окрузі Остін штату Техас. Населення — 268 осіб (2020).

## Географія
Індастрі розташоване за координатами 29°58′3″ пн. ш. 96°29′50″ зх. д. / 29.96750° пн. ш. 96.49722° зх. д. (29.967368, -96.497089). За даними Бюро перепису населення США у 2010 році місто мало площу 2,80 км², з яких 2,76 км² — суходіл та 0,04 км² — водойми.

## Демографія
Згідно з переписом 2010 року, у місті мешкали 304 особи в 119 домогосподарствах у складі 76 родин. Густота населення становила 109 осіб/км². Було 158 помешкань (56/км²).
Расовий склад населення:
| - 67,4 % — білих - 20,7 % — чорних або афроамериканців - 9,9 % — осіб інших рас |

До двох чи більше рас належало 2,0 %. Частка іспаномовних становила 20,1 % від усіх жителів.
За віковим діапазоном населення розподілялося таким чином: 25,7 % — особи молодші 18 років, 57,5 % — особи у віці 18-64 років, 16,8 % — особи у віці 65 років та старші. Медіана віку мешканця становила 44,4 року. На 100 осіб жіночої статі у місті припадало 85,4 чоловіка; на 100 жінок у віці від 18 років та старших — 93,2 чоловіка також старших 18 років.
Середній дохід на одне домашнє господарство становив 49 116 доларів США (медіана — 47 750), а середній дохід на одну сім'ю — 65 224 долари (медіана — 51 364). За межею бідності перебувало 5,6 % осіб, у тому числі 0,0 % дітей у віці до 18 років та 11,5 % осіб у віці 65 років та старших.
Цивільне працевлаштоване населення становило 105 осіб. Основні галузі зайнятості: роздрібна торгівля — 26,7 %, освіта, охорона здоров'я та соціальна допомога — 19,0 %, виробництво — 14,3 %, транспорт — 10,5 %.